# 1999 LB37
1999 LB37, também escrito como 1999 LB37, é um objeto transnetuniano (TNO) que está localizado no cinturão de Kuiper, uma região do Sistema Solar. Este corpo celeste é classificado como um cubewano. Ele possui uma magnitude absoluta (H) de 9,6 e, tem um diâmetro estimado com cerca de 53 km.

## Descoberta
1999 LB37 foi descoberto no dia 08 de junho de 1999.

## Órbita
A órbita de 1999 LB37 tem uma excentricidade de 0.193 e possui um semieixo maior de 39.499 UA. O seu periélio leva o mesmo a uma distância de 31.888 UA em relação ao Sol e seu afélio a 47.110.